# 누에섬
누에섬은 경기도 안산시 선감동 산170에 있는 무인도이다. 탄도에서 1km 길이의 포장도로가 연결되었으며, 도로 옆으로 풍력발전기가 서 있다. 섬에 있는 등대전망대가 유명하다. 다른 이름으로는 햄섬이 있다. 

## 지명 유래
섬 모양이 누에처럼 생겨서 붙은 이름이다.